# Каспар фон Хиршхорн
Каспар фон Хиршхорн (на немски: Kaspar von Hirschhorn; † между 1 януари и 11 септември 1467) е благородник от род Хиршхорн на Некар в Хесен, споменат в документи 1430 – 1465 г.
Той е син на вицума на Ашафенбург Филип I фон Хиршхорн († 1435) и съпругата му Ирмел/Ирмезинд фон Винебург и Байлщайн, дъщеря на Йохан I фон Виненбург-Байлщайн († сл. 1444) и Ермезинда фон Елтер († сл. 1414).
Фамилията фон Хиршхорн измира по мъжка линия през 1632 г.

## Фамилия
Каспар фон Хиршхорн се жени за Аделхайд Шелм († 1469), вдовица на Албрехт фон Аделсхайм, дъщеря на Йохан I (Ханс I) Шелм, господар на Берген († 1453), амтман в Отцберг, и Елизабет фон Райфенберг († 13 март 1454), дъщеря на Йохан фон Райфенберг († 1404/1405) и Катарина фон Виненберг († сл. 1390). Те имат три сина:
- Дамер
- Ханс (Йохан) VIII ( 11 декември 1513), женен на 14 август 1466 г. за Ирмел фон Хандшухсхайм († 8 май 1496); имат три сина и една дъщеря
- Евхариус, катедрален викар в „Св. Андреас“ във Вормс